# Афаната (Валча)
Афаната (рум. Afânata) насеље је у Румунији у округу Валча у општини Фартацешти. Oпштина се налази на надморској висини од 211 m.

## Становништво
Према подацима из 2002. године у насељу је живело 204 становника, од којих су сви румунске националности.